# ريتشارد رايدينجز
ريتشارد رايدينجز (بالإنجليزية: Richard Ridings)‏ هو ممثل بريطاني، ولد في 19 سبتمبر 1958 بهنلي أون تيمز في المملكة المتحدة.

## أعمال

### أفلام
- (1988) من ورط الأرنب روجر
- (2002) عازف البيانو[5][6]
- (2011) نهوض كوكب القردة[7][8][9]

## وصلات خارجية
- ريتشارد رايدينجز على موقع IMDb (الإنجليزية)
- ريتشارد رايدينجز على موقع ألو سيني (الفرنسية)
- ريتشارد رايدينجز على موقع ميوزك برينز (الإنجليزية)
- ريتشارد رايدينجز على موقع أول موفي (الإنجليزية)
- ريتشارد رايدينجز على موقع قاعدة بيانات الأفلام السويدية (السويدية)
- ريتشارد رايدينجز على موقع قاعدة بيانات الفيلم (الإنجليزية)
- ريتشارد رايدينجز على موقع كينوبويسك (الروسية)